# Ghotuo
 (mars 2023).
Le ghotuo est une langue parlée dans l’État d’Edo au Nigeria.